# Моліні-ді-Трьора
Моліні-ді-Трьора (італ. Molini di Triora) — муніципалітет в Італії, у регіоні Лігурія,  провінція Імперія.
Моліні-ді-Трьора розташоване на відстані близько 450 км на північний захід від Рима, 105 км на південний захід від Генуї, 25 км на північний захід від Імперії.
Населення — 615 осіб (2014).
Щорічний фестиваль відбувається 10 серпня. Покровитель — святий мученик Лаврентій.

## Демографія
Населення за роками:

Станом на 1 січня 2023 року в муніципалітеті офіційно проживало 145 іноземців з 27 країн, серед них 50 громадян країн Євросоюзу та 4 громадяни України.

## Сусідні муніципалітети
- Бадалукко
- Баярдо
- Карпазіо
- Кастель-Вітторіо
- Монтальто-Лігуре
- Монтегроссо-П'ян-Латте
- Реццо
- Тріора